# Eugenio Torre
Eugenio Torre (* 4. November 1951 in Iloilo City) ist ein philippinischer Schachspieler.

## Einzelerfolge

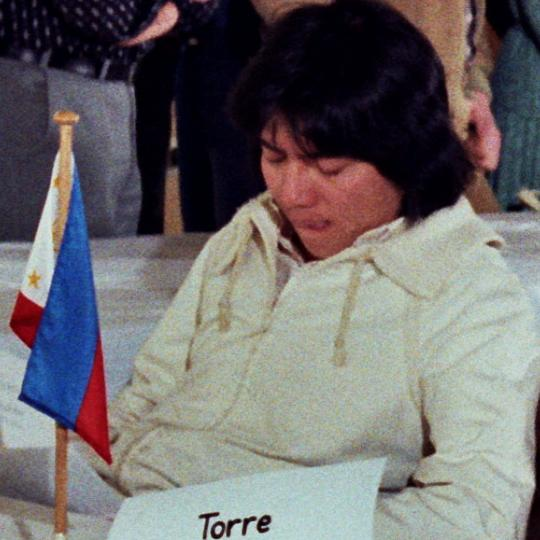
Eugenio Torre, 1981 in Bochum bei der Internationalen Deutschen Meisterschaft

Im Jahr 1969 nahm Eugenio Torre an der Juniorenweltmeisterschaft U20 in Stockholm teil, die von Anatoli Karpow gewonnen wurde. 1974 wurde Torre als erster asiatischer Spieler außerhalb der Sowjetunion Großmeister und ist seitdem in seinem Heimatland ein überaus populärer Sportler. 
1982 qualifizierte er sich durch seinen zweiten Platz (punktgleich mit Lajos Portisch) beim Interzonenturnier in Toluca für die Kandidatenwettkämpfe für die Schachweltmeisterschaft 1984 und erreichte mit 2580 seine beste Elo-Zahl, scheiterte aber 1983 bereits im Viertelfinale an Zoltán Ribli. Bei der Internationalen Deutschen Meisterschaft 1983 in Hannover wurde er Vierter hinter Anatoli Karpow, Tamas Georgadse und Juri Balaschow.
Torre war mit Bobby Fischer befreundet und Sekundant bei dessen Wettkampf mit Boris Spasski 1992.

## Mannschaftsschach

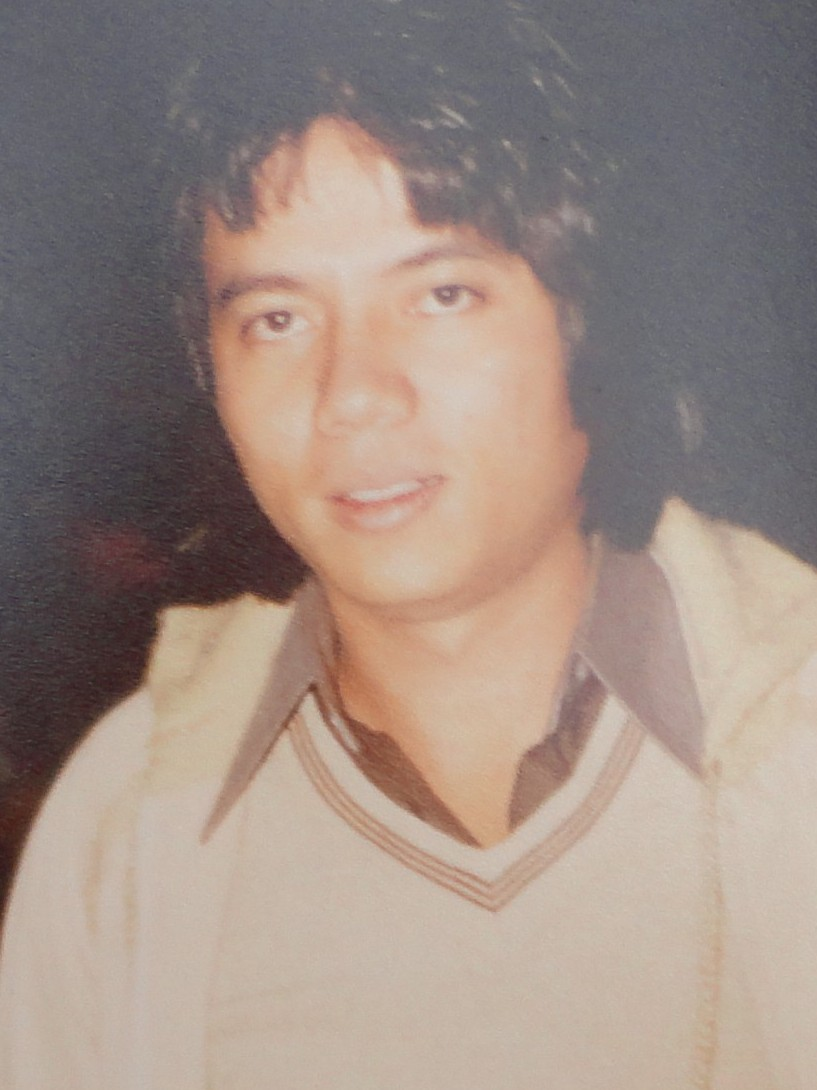
Eugenio Torre, Schacholympiade 1980

Von 1970 bis 2016 spielte er, mit Ausnahme von 2008, bei jeder Schacholympiade und ist mit 23 Teilnahmen Rekordteilnehmer. Auf den Schacholympiaden 1974 in Nizza, 1980 in Valletta und 1986 in Dubai gewann er jeweils am ersten, 2016 in Baku am dritten Brett eine Bronzemedaille. Zwischen 1977 und 1993 nahm Torre mit der philippinischen Mannschaft an sechs asiatischen Mannschaftsmeisterschaften teil und gewann diesen Wettbewerb 1977 in Auckland, 1979 in Singapur, 1981 in Hangzhou und 1986 in Dubai. Bei den Schachwettbewerben der Asienspiele 2010 in Guangzhou erreichte er mit der philippinischen Mannschaft den zweiten Platz. 1984 spielte er im Wettkampf UdSSR gegen den Rest der Welt an Brett 10 drei der vier Runden; er gewann gegen Andreï Sokolov zwei Partien und verlor eine.